# Schwarzhöring
Schwarzhöring ist ein Gemeindeteil des Marktes Windorf im niederbayerischen Landkreis Passau.

## Lage
Das Dorf Schwarzhöring liegt im Süden Bayerischen Wald 4,9 Kilometer nördlich von Windorf in der Nähe der Bundesautobahn 3. Durch Schwarzhöring verläuft die Staatsstraße 2318.

## Vereine
- Freiwillige Feuerwehr Schwarzhöring